# Walter Pach (Musiker)
Walter Pach (* 22. August 1904 in Wien; † 27. Oktober 1977 in Klosterneuburg) war ein österreichischer Organist und Komponist.

## Leben
Walter Pach studierte bei Franz Schmidt Komposition und Orgel bei Franz Schütz. Ab 1923 war Walter Pach Organist in Wien und vor allem an der großen Votivkirchen-Orgel von E. F. Walcker (Ludwigsburg) zu hören. Zwischen 1925 und 1974 unterrichtete er Musiktheorie und Orgel in Wien. Zu seinen bekanntesten Schülern gehören Augustinus Franz Kropfreiter und Hans Haselböck.